# Riverdale (Dakota del Nord)
Riverdale è un centro abitato (city) degli Stati Uniti d'America, situato nella Contea di McLean, nello Stato del Dakota del Nord. Nel censimento del 2000 la popolazione era di 273 abitanti. La città è stata fondata nel 1946 come villaggio per gli operai impegnati nella costruzione della diga di Garrison. 

## Geografia fisica
Secondo i rilevamenti dell'United States Census Bureau, la località di Riverdale si estende su una superficie di 3,60 km², tutti occupati da terre.

## Popolazione
Secondo il censimento del 2000, a Riverdale vivevano 273 persone, ed erano presenti 84 gruppi familiari. La densità di popolazione era di 75,3 ab./km². Nel territorio comunale si trovavano 167 unità edificate. Per quanto riguarda la composizione etnica degli abitanti, il 96,34% era bianco, il 2,20% era nativo, lo 0,73% proveniva dall'Asia e lo 0,73% apparteneva a due o più razze.
Per quanto riguarda la suddivisione della popolazione in fasce d'età, il 22,7% era al di sotto dei 18, il 4,4% fra i 18 e i 24, il 21,6% fra i 25 e i 44, il 31,5% fra i 45 e i 64, mentre infine il 19,8% era al di sopra dei 65 anni di età. L'età media della popolazione era di 46 anni. Per ogni 100 donne residenti vivevano 103,7 maschi.